# Bernd Isemann
Berndhard Alfred Isemann genannt Bernd Isemann (* 19. Oktober 1881 in Schiltigheim; † 5. Oktober 1967 in Gernsbach) war ein deutscher Schriftsteller.

## Leben
Bernd Isemann wurde 1881 in Schiltigheim bei Straßburg als Sohn des Senatspräsidenten am Oberlandesgericht Colmar Valentin Isemann und dessen Ehefrau Marie Clara Natalie Emilie Isemann geborene Marquire geboren. Nach dem Abitur studierte Bernd Isemann von 1899 bis 1905 in München, Straßburg und Heidelberg alte und neue Sprachen. In seiner Straßburger Zeit war er Mitglied der Künstlergruppe Das jüngste Elsaß (auch Stürmerkreis genannt). 1905 heiratete er die Malerin Helene Focking (gestorben 1950) und zog von München nach Schleißheim, in die Freisinger Straße 28. Waldemar Bonsels, Isemanns Mitverleger im Schwabinger E.W. Bonsels Verlag, wohnte zwei Jahre lang bei Isemann in dessen Schleißheimer Haus. Von 1915 bis 1918 arbeitete Bernd Isemann als Lehrer im Landerziehungsheim Schondorf. 1918 wurde er Leiter des Instituts Fecht in Kirchheim unter Teck. Die Weltwirtschaftskrise traf das Institut, so dass es schließen musste. Von 1921 bis 1938 arbeitete Bernd Isemann als Privatlehrer und Schriftsteller in seinem Schleißheimer Haus. 1938 wurde er Lehrer im Landerziehungsheim Reichersbeuern bei Bad Tölz. Nach dem Tod seiner Frau 1950 beendete Isemann seine Lehrtätigkeit, zog wieder in sein Schleißheimer Haus und widmete sich der Schriftstellerei. 1967 zog er zu seiner Schwester nach Gernsbach (Baden), die ihn bis zu seinem Tod am 4. Oktober 1967 pflegte. In Gernsbach wurde Bernd Isemann begraben.

## Werke (Auswahl)
- Moderne Elegien. Gedichte. 1903
- Statuen einer Jugend. Gedichte. 1905
- Doppelstimmen. Gedichte. 1906
- Die Mitternacht, Weihnachtsspiel. 1908
- Der Musikantenstrauch. 1908
- Im Zwielicht der Liebe. Novelle. 1910
- Die Reise um das Herz. Neue Gedichte. 1912
- Thomas Mann und der Tod in Venedig: Eine kritische Abwehr. 1913
- Lothringer Novellen. 1913
- Maria im Tempel. Novellen. 1914
- Heimliche Briefe. Novellen. 1920
- Jan Philipps Erbe. Roman. 1920
- Nala und Re. Eine Ameisenfreundschaft. Stuttgart/Heilbronn, Walter Seifert 1920
- Ungewollt. Ein Kinder-Schicksal. 1922
- Die Lederkappen. 1923
- Zeitgarbe. Neue Gedichte. 1923
- Mein Garten. Ein Buch der Lebensfreude und Naturliebe 1924
- Gehöft in den Vogesen. Romanhafte Geschichten, Hünenburg-Verlag Straßburg 1941
- Das härtere Eisen. 1942
- Die Gerbermühle. Ein Roman um Goethe. Stuttgart, Hünenburg-Verlag, 1956
- Heimatgesichte Hünenburg-Verlag, 1961
- Das dichterische Opfer. Gedichte. Hünenburg-Verlag, 1966